# Gyasi Zardes
Gyasi Zardes, né le 2 septembre 1991 à Hawthorne en Californie, est un joueur international américain de soccer évoluant au poste d'attaquant à l'Austin FC en MLS.

## Biographie

### Galaxy de Los Angeles (2013-2017)

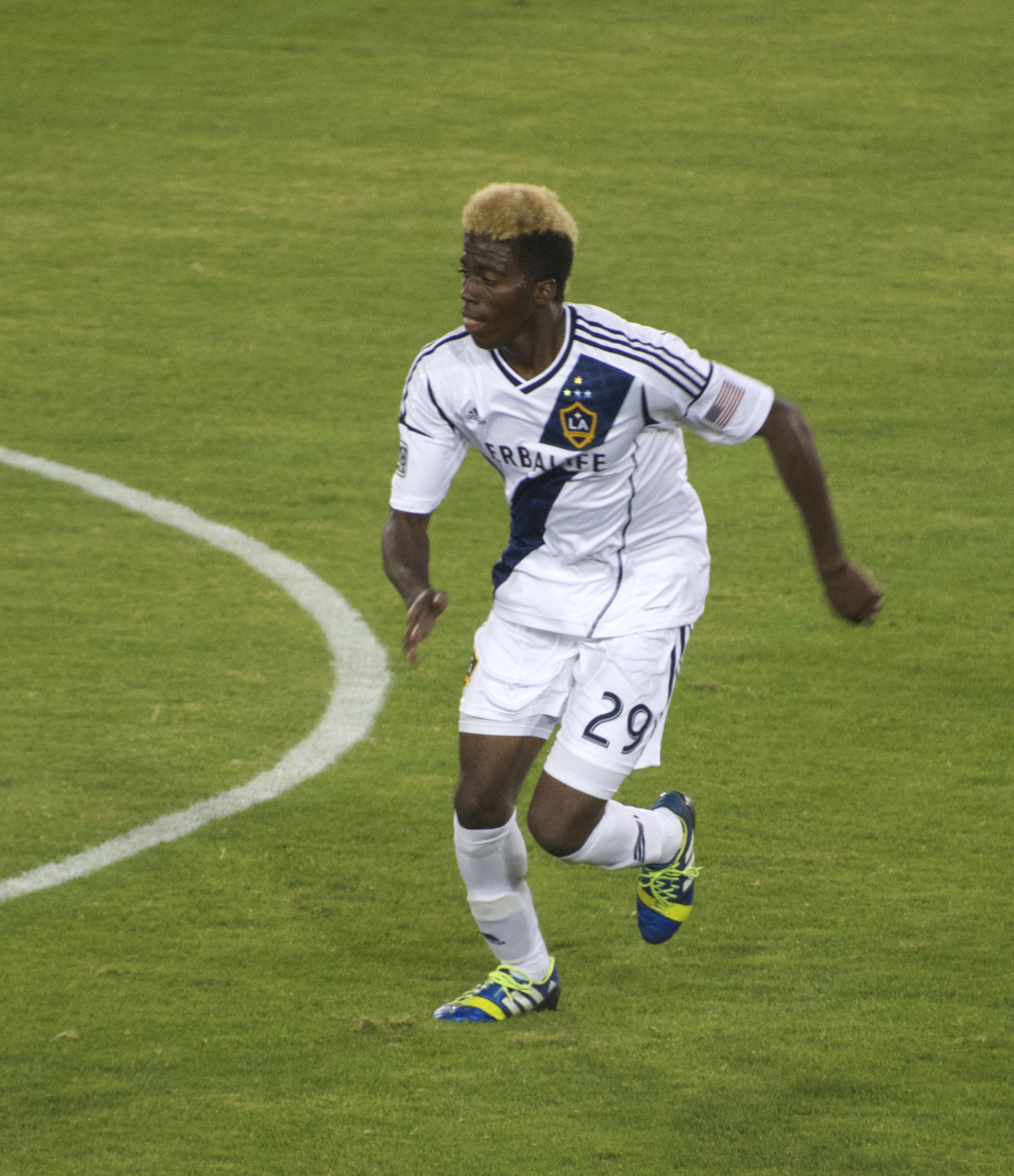
Le jeune Zardes sous les couleurs du Galaxy de Los Angeles.

Le 20 décembre 2012, Gyasi Zardes signe son premier contrat professionnel avec le Galaxy de Los Angeles à titre de Home Grown Player. Après le transfert de Mike Magee au Fire de Chicago, il s'impose rapidement comme un titulaire indiscutable sur le front de l'attaque de Los Angeles. Le débutant est imprécis lors de la saison 2013 de la MLS. Handicapé par une blessure au pied en début d'année, il ne marque que quatre buts en soixante-dix-huit tirs. Aidé dans son développement par son entraîneur Bruce Arena et ses expérimentés coéquipiers Robbie Keane et Landon Donovan, Gyasi Zardes progresse dans ses mouvements sans ballon et son sang-froid devant le but.
Lors de la saison 2014, le jeune attaquant brille avec dix-neuf réalisations, ce qui lui permet d'être appelé pour la première fois au camp d'entraînement de la sélection américaine en janvier 2015 puis d'honorer sa première sélection contre le Chili. Néanmoins, une blessure en 2016 le freine dans sa progression. Opéré du genou au début de la saison 2017, l'attaquant connaît une période difficile dans la pire année de l'histoire du Galaxy qui termine dernier du championnat. L'entraîneur Sigi Schmid essaie de le placer au poste d'arrière latéral droit pendant trois rencontres, démotivant un peu plus le joueur offensif. Critiqué, moqué, celui qui conclut l'exercice avec deux buts et deux passes décisives se trouve dans une impasse avec le Galaxy. De nouveau blessé à l'aine en fin d'année, le natif de Californie est finalement envoyé par le club au Crew de Columbus le 20 janvier 2018.

### Crew de Columbus (2018-2022)
Échangé avec un montant d'allocation monétaire contre Ola Kamara en amont de la saison 2018, Gyasi Zardes espère un nouveau départ avec le Crew de Columbus. Simple en pointe dans l'équipe de Gregg Berhalter, l'attaquant américain retrouve le chemin des filets et termine l'année avec 19 buts. Cette performance lui permet de remporter le trophée du retour de l’année en MLS. En mai 2019, l'international américain signe un nouveau contrat avec Columbus qui en fait l'un des trois joueurs désignés du club. Il contribue par la suite au titre de Columbus lors de la Coupe MLS 2020.

### Rapids du Colorado (2022)
Le 10 novembre 2022, les Rapids du Colorado annoncent que son contrat n'est pas renouvelé.

### Austin FC (depuis 2023)
Il s'engage pour une durée de trois ans avec l'Austin FC le 12 décembre 2022.

### Carrière internationale
Le 1er juillet 2021, il est retenu dans la liste des vingt-trois joueurs américains sélectionnés par Gregg Berhalter pour disputer la Gold Cup 2021.

## Palmarès
Galaxy de Los Angeles
- Vainqueur de la Coupe MLS en 2014

 Crew de Columbus
- Vainqueur de la Coupe MLS en 2020

 États-Unis
- Vainqueur de la Gold Cup en 2017 et 2021
- Finaliste de la Gold Cup en 2019